# 久高司郎
久高 司郎（くだか しろう、1965年5月8日 - ）は、日本の男性アニメーター。沖縄県那覇市出身。株式会社BANG BANG ANIMATION代表取締役。

## 来歴・人物
1982年に『山ねずみロッキーチャック』『あらいぐまラスカル』らの名作アニメを世に送り出した遠藤政治に師事し、1983年には彼の所属していたパンメディアへ入社するも1984年に同社を退社して1985年2月にスタジオぴえろへ入社する。同社では『魔法の妖精ペルシャ』の動画や『魔法のスターマジカルエミ』の動画チェックなどを務めた後、『あんみつ姫』の初原画を務める。
2019年11月に、Signal.MDのアニメ作品に作画監督として制作に参加したが、契約は口約束、しかも報酬2回払いのうち支払われたのは前金のみ、プロデューサーからは「こっちが期待している進行状況になっていない」、「お前切るぞ」、「（2020年）2月いっぱいに仕事が終わらなければ、全部取り上げて1銭も払わん」などとパワハラめいたことを言われたりしたため、中小企業庁の機関に相談。公正取引委員会の調査が入り、2021年1月、同社に下請法違反で指導が行われた。このことについて、久高はJ-CASTの取材に実名で応じている。

## 主要参加作品

### テレビアニメ
- 魔法の妖精ペルシャ （1984年 - 1985年）動画
- 魔法のスターマジカルエミ （1985年 - 1986年）動画・動画チェック
- 魔法のアイドルパステルユーミ （1986年）動画チェック
- あんみつ姫 （1986年 - 1987年）原画
- のらくろクン （1987年 - 1988年）原画
- おそ松くん（第2作） （1988年 - 1989年）原画
- 御先祖様万々歳! （1989年）原画
- シティーハンターシリーズ
  - シティーハンター3 （1989年 - 1990年）原画
  - シティーハンター'91 （1991年）原画
- 七つの海のティコ （1994年）原画
- ロミオの青い空 （1995年）原画
- 新世紀エヴァンゲリオン （1995年） 原画
- 名犬ラッシー （1996年）原画
- 家なき子レミ （1996年）原画
- はいぱーぽりす （1997年）原画
- 魔法のステージファンシーララ （1998年）原画
- TRIGUN （1998年）作画監督・原画
- モンスターファームシリーズ
  - モンスターファーム〜円盤石の秘密〜 （2000年）作画監督・原画
  - モンスターファーム〜伝説への道〜 （2000年）総作画監督補
- アガサ・クリスティーの名探偵ポワロとマープル （2004年 - 2005年）原画
- 強殖装甲ガイバー （2005年-2006年）作画監督・原画
- デルトラクエスト （2007年）#25原画
- イナズマイレブン （2008年 - 2011年）原画・デザインワーク
- イナズマイレブンGOシリーズ
  - イナズマイレブンGO クロノ・ストーン （2012年 - 2013年）原画・デザインワーク
  - イナズマイレブンGO ギャラクシー （2013年）原画
- 妖怪ウォッチ （2014年 - ）原画
- NARUTO -ナルト- 疾風伝 （2014年 - 2015年）作画監督
- ルパン三世シリーズ
  - ルパン三世 PART IV （2016年）作画監督
  - ルパン三世 グッバイ・パートナー （2019年）原画
- ブラッククローバー （2018年）作画監督
- アサシンズプライド （2019年）作画監督
- くまクマ熊ベアー （2020年）作画監督

### OVA
- 聖伝-リグ・ヴェーダ- 氷城炎獄篇 （1991年）原画・動画チェック
- ソニック・ザ・ヘッジホッグ （1996年）原画
- ピカチュウのわんぱくアイランド （2006年）原画

### 劇場映画
- かんからさんしん （1989年）原画
- シティーハンターシリーズ
  - シティーハンター 百万ドルの陰謀 （1990年）原画
  - シティーハンター ベイシティウォーズ （1990年）原画
- MARCO 母をたずねて三千里 （1997年）原画
- 劇場版カードキャプターさくら （1999年）原画
- パルムの樹（2000年-2001年）原画
- 劇場版ポケットモンスターシリーズ
  - 劇場版ポケットモンスター 水の都の護神 ラティアスとラティオス （2002年）原画
  - 劇場版ポケットモンスター アドバンスジェネレーションシリーズ
    - 劇場版ポケットモンスター アドバンスジェネレーション 七夜の願い星 ジラーチ （2003年）原画
    - 劇場版ポケットモンスター アドバンスジェネレーション 裂空の訪問者 デオキシス （2004年）原画
    - 劇場版ポケットモンスター アドバンスジェネレーション ミュウと波導の勇者 ルカリオ （2005年）デザインワーク（小物設定）・原画
    - 劇場版ポケットモンスター アドバンスジェネレーション ポケモンレンジャーと蒼海の王子 マナフィ （2006年）原画

  - 劇場版ポケットモンスター ダイヤモンド&パールシリーズ
    - 劇場版ポケットモンスター ダイヤモンド&パール ディアルガVSパルキアVSダークライ （2007年）原画
    - 劇場版ポケットモンスター ダイヤモンド&パール ギラティナと氷空の花束 シェイミ （2008年）原画
- 新暗行御史 （2004年）作画監督・原画
- えいがでとーじょー! たまごっち ドキドキ! うちゅーのまいごっち!? （2007年）原画

### ゲーム
- イナズマイレブン （ゲーム劇中アニメーション 2007年）作画監督助手
- 妖怪ウォッチ （ゲーム劇中アイキャッチアニメーション 2013年）原画